# Regierung Leterme (Flandern)
Die Regierung Leterme war die elfte flämische Regierung. Sie amtierte vom 22. Juli 2004 bis zum 28. Juni 2007.
Bei der Wahl zum flämischen Parlament am 13. Juni 2004 verloren die Regierungsparteien ihre Mehrheit. Der Nachfolgeregierung unter Ministerpräsident Yves Leterme (CD&V) gehörten die Christdemokraten (CD&V), Sozialistische Partei Anders (sp.a), die linksliberale Spirit, Vlaamse Liberalen en Democraten (VLD) und die Neuflämische Allianz (N-VA) an.
Nach der föderalen Parlamentswahl 2007 endete Letermes Zeit als Ministerpräsident der föderalen Regierung. Sein Nachfolger als Ministerpräsident wurde Kris Peeters CD&V.

## Zusammensetzung
| Amt | Name                | Partei | Beginn der Amtszeit | Ende der Amtszeit |
| --- | ------------------- | ------ | ------------------- | ----------------- |
| Ministerpräsident und Minister für institutionelle Reformen, Landwirtschaft, Meresfischerei und den ländlichen Raum       | Yves Leterme        | CD&V   | 22. Juli 2004       | 28. Juni 2007     |
| stellvertretende Ministerpräsidentin und Ministerin für Wirtschaft, Unternehmen, Wissenschaft, Innovation und Außenhandel | Fientje Moerman     | VLD    | 22. Juli 2004       | 28. Juni 2007     |
| stellvertretender Ministerpräsident und Minister für Arbeit, Bildung und Ausbildung                                       | Frank Vandenbroucke | sp.a   | 22. Juli 2004       | 28. Juni 2007     |
| Ministerin für Wohlfahrt, Gesundheit und Familie                                                                          | Inge Vervotte       | CD&V   | 22. Juli 2004       | 28. Juni 2007     |
| Minister für Finanzen und Haushalt und Raumordnung                                                                        | Dirk Van Mechelen   | VLD    | 22. Juli 2004       | 28. Juni 2007     |
| Minister für Kultur, Jugend, Sport und Brüsseler Angelegenheiten                                                          | Bert Anciaux        | Spirit | 22. Juli 2004       | 28. Juni 2007     |
| Minister für Verwaltungsangelegenheiten, Äußeres, Medien und Tourismus                                                    | Geert Bourgeois     | N-VA   | 22. Juli 2004       | 28. Juni 2007     |
| Minister für öffentliche Arbeiten, Energie, Umwelt und Natur                                                              | Kris Peeters        | CD&V   | 22. Juli 2004       | 28. Juni 2007     |
| Minister für Inneres, Städte, Wohnen und Einbürgerung                                                                     | Marino Keulen       | VLD    | 22. Juli 2004       | 28. Juni 2007     |
| Ministerin für Mobilität, Sozialwirtschaft und Chancengleichheit                                                          | Kathleen Van Brempt | sp.a   | 22. Juli 2004       | 28. Juni 2007     |